# Eddie Marsan
Edward Maurice Charles Marsan (Londres, 9 de junho de 1968) é um ator inglês. Ele ganhou o prêmio London Film Critics' Circle e o National Society of Film Critics de melhor ator coadjuvante pelo filme Simplesmente Feliz (2008).
Marsan tem aparecido em numerosos e variados papéis no cinema, como o vilão do filme de super-herói Hancock ao lado de Will Smith e como Inspetor Lestrade em Sherlock Holmes de Guy Ritchie. Seus outros filmes incluem Sixty Six, Gangs of New York, 21 Grams, The Illusionist, V for Vendetta, Gangster No. 1, Miami Vice, Mission: Impossible III, I Want Candy, Vera Drake, Happy-Go-Lucky, Filth, Tyrannosaur e Heartless.